# سال مینئو
سالواتوره مینئو جونیور (به انگلیسی: Salvatore Mineo, Jr.) (زاده ۱۰ ژانویه ۱۹۳۹ - درگذشته ۱۲ فوریه ۱۹۷۶) که بیشتر با نام سال مینئو (به انگلیسی: Sal Mineo) شناخته می‌شود، یک بازیگر سینما و تئاتر آمریکایی بود. او با بازی در نقش مقابل جیمز دین در فیلم شورش بی‌دلیل (۱۹۵۵، نیکلاس ری) به شهرت رسید.

## زندگی و حرفه

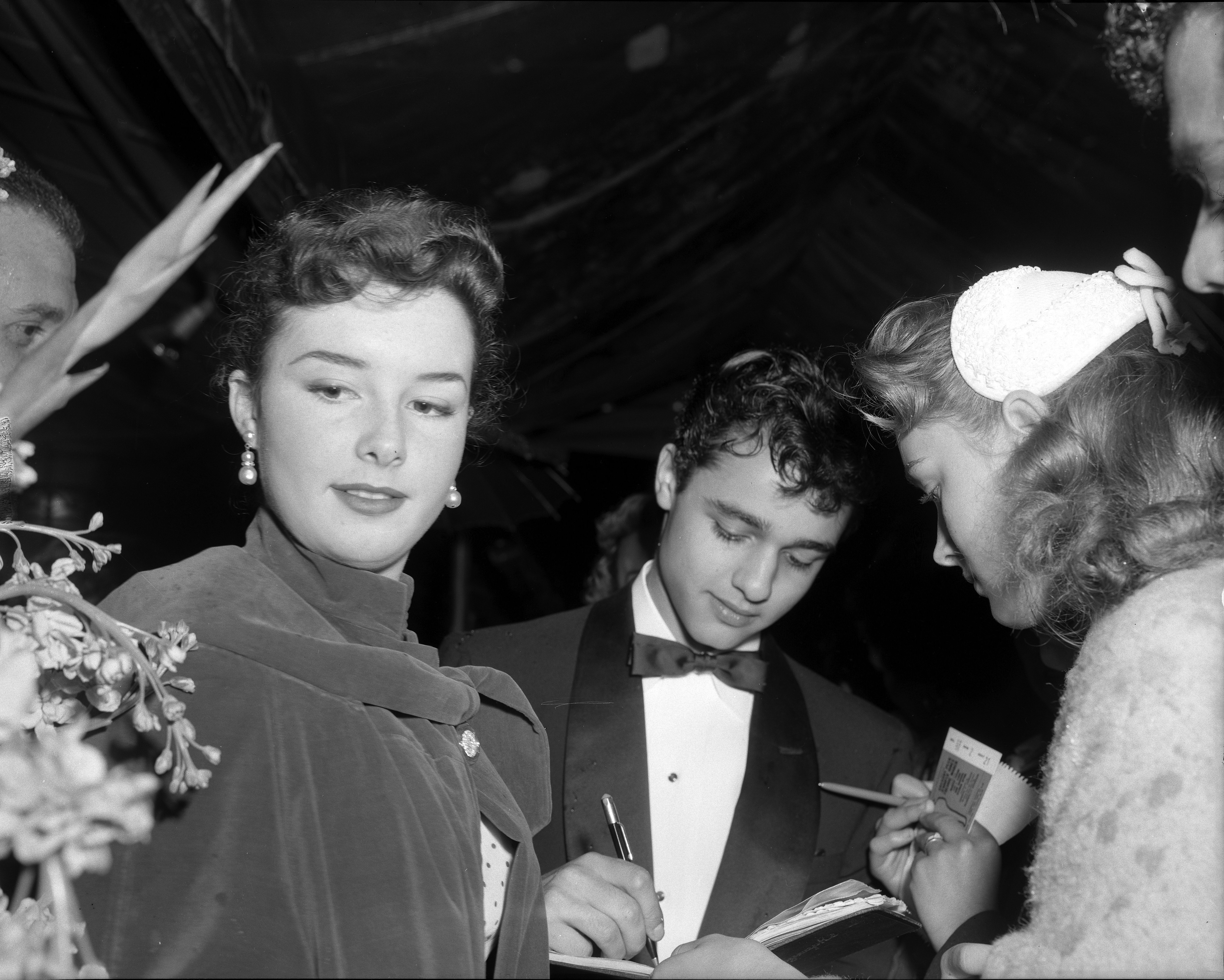
سال مینئو (وسط) در ۱۹۵۶

مینئو در سال ۱۹۳۹ در برانکس زاده شد. او فرزند یک تابوت‌ساز سیسیلی بود. مادرش در همان سنین کودکی نام او را در یک مدرسه آموزش رقص و بازیگری نوشت. او نخستین بار در سال ۱۹۵۱ در نمایش تاتوی رز ظاهر شد.
او در حدود ۲۰ فیلم سینمایی بازی کرده‌است. مینئو پس از نقش‌آفرینی در چند نمایش و تلویزیون، نخستین بازی مهم‌اش را در ۱۶ سالگی در فیلم شورش بی‌دلیل انجام داد. او در این فیلم در نقش جان «پلاتو» کراوفورد، نوجوانی احساساتی و آسیب‌پذیر که تحت تأثیر جوانی به نام جیم استارک (جیمز دین) قرار گرفته، ظاهر شد. او به‌خاطر بازی در این فیلم در سال ۱۹۵۵ نامزد جایزه اسکار بهترین بازیگر نقش مکمل مرد شد.
مینئو در سال ۱۹۶۰ به‌خاطر بازی در فیلم خروج (اتو پرمینجر) برنده جایزه گلدن گلوب بهترین بازیگر نقش مکمل مرد شد. او همچنین به‌عنوان مدل نقاشی‌های برهنه و نیز بازیگری در چند اپرا فعال بود. سال مینئو سرانجام در ۱۲ فوریه ۱۹۷۶ در نزدیکی آپارتمان محل زندگی‌اش در وست هالیوود با ضربات چاقو به قتل رسید.

## فیلم‌شناسی

### فیلم
| Year | Title                     | Role                                        | Notes                                                                                                 |
| ---- | ------------------------- | ------------------------------------------- | --- |
| ۱۹۵۵ | شش پل برای عبور           | جری (پسر)                                   | |
| ۱۹۵۵ | جنگ خصوصی سرگرد بنسون     | سرهنگ کادت سیلوستر دوسیک                    | |
| ۱۹۵۵ | شورش بی‌دلیل               | جان «پلاتو» کرافورد                         | نامزدشده برای جایزه اسکار بهترین بازیگر نقش مکمل مرد                                                  |
| ۱۹۵۶ | جرم در خیابان‌ها           | آنجلو «بیبی» جویا، شناخته‌شده با نام بامبینو | |
| ۱۹۵۶ | کسی آن بالا مرا دوست دارد | رومولو                                      | |
| ۱۹۵۶ | غول                       | آنجل اوبرگون دوم                            | |
| ۱۹۵۶ | بنواز، عزیز زیبا          | آنجلو باراتو                                | |
| ۱۹۵۷ | دینو                      | دینو مینه‌تا                                 | |
| ۱۹۵۷ | جوانان گریه نمی‌کنند       | لزلی «لز» هندرسون                           | |
| ۱۹۵۸ | تونکا                     | وایت بول                                    | |
| ۱۹۵۹ | امور یک سرباز             | لوئیجی مارسی                                | |
| ۱۹۵۹ | داستان جین کروپا          | جین کروپا                                   | |
| ۱۹۶۰ | خروج                      | داو لاندائو                                 | برندهٔ جایزه گلدن گلوب بهترین بازیگر نقش مکمل مرد نامزدشده برای جایزه اسکار بهترین بازیگر نقش مکمل مرد |
| ۱۹۶۲ | فرار از زهارین            | احمد                                        | |
| ۱۹۶۲ | طولانی‌ترین روز            | سرباز مارتینی                               | |
| ۱۹۶۴ | پاییز قبیله شاین          | رد شرت                                      | |
| ۱۹۶۵ | بزرگ‌ترین داستان عالم      | اوریا                                       | |
| ۱۹۶۵ | چه‌کسی خرس عروسکی را کشت؟  | لارسن شرمن                                  | |
| ۱۹۶۷ | غریبهٔ فراری               | جورج بلی‌لاک                                 | |
| ۱۹۶۹ | کراکاتوآ، شرق جاوه        | لئون‌کاوالو بورگیز                           | |
| ۱۹۶۹ | ۸۰ قدم تا جونا            | جری تاگارت                                  | |
| ۱۹۷۱ | فرار از سیاره میمون‌ها     | دکتر میلو                                   | |
| ۱۹۷۳ | هری او                    | والتر شیرر                                  | |

## جوایز و نامزدی‌ها
| نهاد                     | دسته‌بندی                         | سال  | اثر         | نتیجه    |
| ------------------------ | -------------------------------- | ---- | ----------- | -------- |
| جوایز اسکار              | بهترین بازیگر نقش مکمل مرد       | ۱۹۵۶ | شورش بی‌دلیل | نامزدشده |
| جوایز اسکار              | بهترین بازیگر نقش مکمل مرد       | ۱۹۶۱ | خروج        | نامزدشده |
| جوایز گلدن گلوب          | بهترین بازیگر نقش مکمل مرد       | ۱۹۶۱ | خروج        | برنده    |
| جوایز امی ساعات پربیننده | بهترین اجرای تکی از بازیگر مرد   | ۱۹۵۷ | استودیو وان | نامزدشده |
| جوایز لورل               | بهترین اجرای بازیگر نقش مکمل مرد | ۱۹۶۱ | خروج        | برنده    |